# Cunelières
Cunelières és un municipi francès, es troba al departament del Territori de Belfort i a la regió de Borgonya - Franc Comtat. L'any 2006 tenia 260 habitants.

## Geografia
Se situa a la vora d'un petit riu anomenat Saint Nicolas que neix al massís dels Vosges. Es troba a 12 km de Belfort, capital del departament.

## Demografia
| 1803 | 1962 | 1968 | 1975 | 1982 | 1990 | 1999 | 2006 |
| ---- | ---- | ---- | ---- | ---- | ---- | ---- | ---- |
| 110  | 77   | 94   | 116  | 157  | 204  | 229  | 260  |